# 亞洲文化協會
亞洲文化協會（英語：Asian Cultural Council ）是一個非營利機構，透過各個獎助計畫，促進美國與亞洲國家之間在視覺和表演藝術方面的文化交流。

## 歷史
亞洲文化協會是約翰·洛克菲勒三世（ John D. Rockefeller 3rd ）於1963年所創立，成立至今已贊助了將近四千位美洲以及亞洲的藝術家。而美洲與亞洲各個獎助計畫主要是透過與企業、基金會合作以及個人捐款籌募基金，獎助藝術家。

## 目標
協會的主要目標是促進亞美文化交流。

## 項目

### 亞洲文化協會利希慎獎學金
- 本項目自1987年設立，用於資助香港的藝術家前往美國交流。至2018年為止，共有超過46名得獎者[1]。

## 約翰·洛克菲勒三世獎
約翰·洛克菲勒三世獎每年由協會的理事會頒發。

## 部分獲獎助人名單
- 陳凱歌，中國導演
- 蔡國強，中國藝術家
- 陳禹安，台灣歌仔戲表演藝術家

## 外部連結
- 亞洲文化協會官方網站

1. ↑  . us2.campaign-archive.com. 01-05-2019  [2021-04-28]. （原始内容存档于2021-04-30）.